# Zjednoczone Emiraty Arabskie na Plażowych Igrzyskach Azjatyckich 2012
Zjednoczone Emiraty Arabskie na III Plażowych Igrzyskach Azjatyckich w 2012 roku reprezentowało dziesięciu zawodników, wyłącznie mężczyzn. Był to trzeci start reprezentacji Zjednoczonych Emiratów Arabskich na plażowych igrzyskach azjatyckich.

## Wyniki

### Piłka nożna plażowa
Zjednoczone Emiraty Arabskie wystawiły swoją męską reprezentację w turnieju plażowej piłki nożnej. Rywalizując w grupie C, drużyna wygrała dwa z trzech meczów i z drugiego miejsca w grupie awansowała do ćwierćfinału. Tam spotkała się z reprezentacją Iranu, z którą przegrała, plasując się ostatecznie na miejscach 5-8.
Zawodnicy:
- Abbas Moosa Ali Hussain
- Adil Ali Rahu Darwish Ran
- Saeed Abdulla Saleh Habas Al-Arai
- Humaid Jamal Shambih Bila Al-Balooshi
- Kamal Ali Sulaiman Ibrahi Al-Balooshi
- Ali Hassan Karim Dad Muba
- Mohamed Muftah Saleh Muft Al-Zaabi
- Abbas Ali Haji Naseri Daryaei
- Mohamed Abbas Mohamed Bas
- Qambar Mohammad Ali Sadeq

| Konkurencja      | Faza eliminacyjna                     | Faza eliminacyjna | Faza eliminacyjna | Ćwierćfinały | Półfinały | Finał / Mecz o brąz | Klas. końcowa |
| Konkurencja      | Mecz I                                | Mecz II           | Mecz III          | Ćwierćfinały | Półfinały | Finał / Mecz o brąz | Klas. końcowa |
| ---------------- | ------------------------------------- | ----------------- | ----------------- | ------------ | --------- | ------------------- | ------------- |
| Turniej mężczyzn | Niezależni Sportowcy Olimpijscy W 5-1 | Liban P 3-8       | Bahrajn W 5-2     | Iran P 3-4   | NQ        | NQ                  | 5-8           |